# ロマン・ロマネンコ

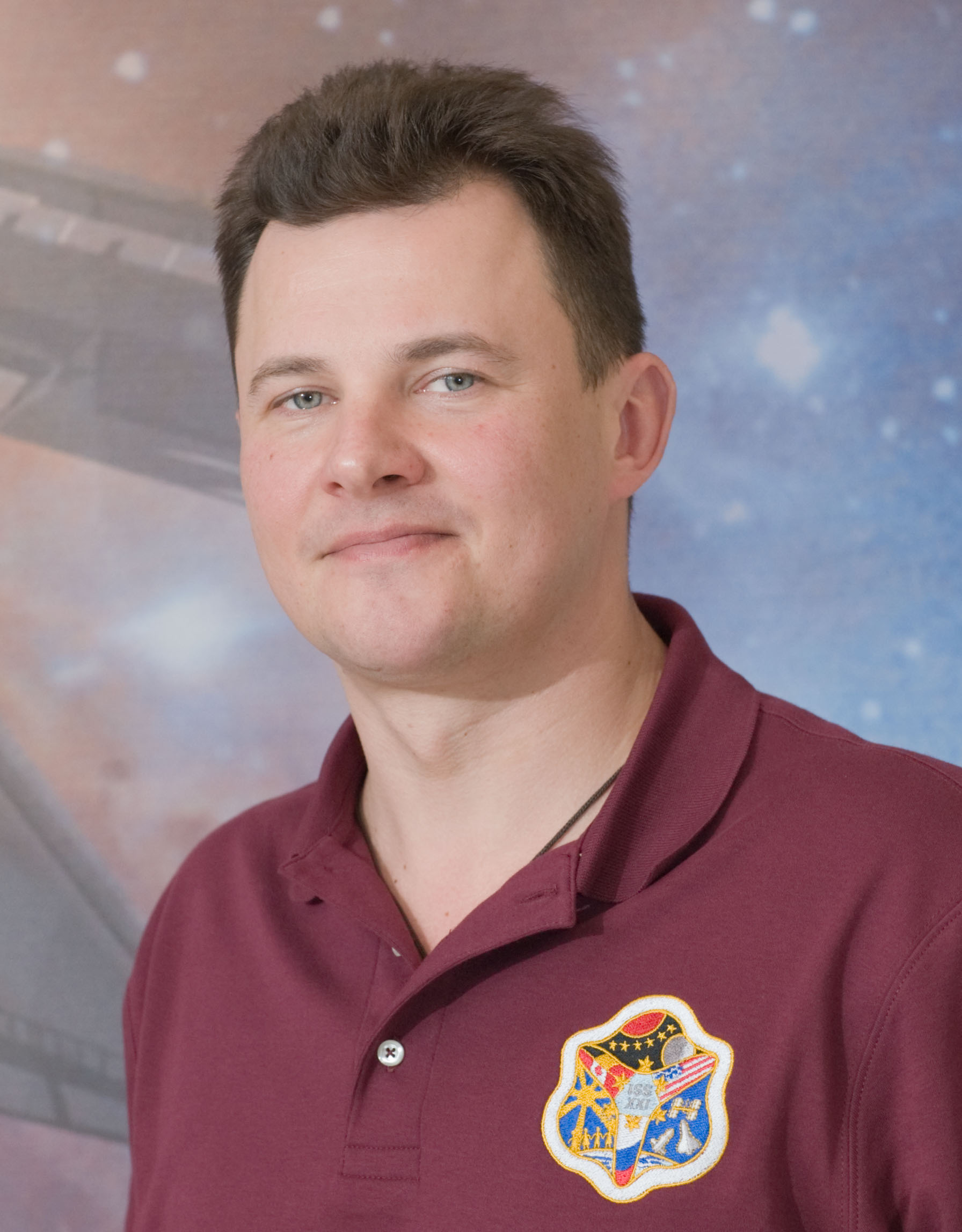
ロマン・ロマネンコ

ロマン・ロマネンコ（ロシア語：Роман Юрьевич Романенко, ラテン文字転写例: Roman Yurievich Romanenko, 1971年8月9日 - ）は、モスクワ近郊シチョルコヴォ出身の宇宙飛行士である。スターシティ在住の父親ユーリ・ロマネンコも宇宙飛行士である。ユリアと結婚し、息子が1人いる。趣味は潜り漁や車の修理、旅行、ヨット、バレーボール、音楽などである。
1986年にスターシティの高等学校を卒業すると、ロマネンコはLeningrad Suvorov軍事学校に入学し、1988年に卒業した。1988年、彼はパイロットになるためChernigov High Air Force Schoolに入学し、1992年に卒業した。
卒業後、ロマネンコは空軍でL-39やTu-134に乗り、第2小隊長を務めた。飛行時間は500時間を越えた。
ロマネンコは1997年12月に宇宙飛行士の候補者に選ばれ、1998年1月から1999年11月にかけて基礎訓練コースを受講した。そして1999年11月にテスト宇宙飛行士となった。
彼は、ソユーズTMA-10ではオレッグ・コトフの、第15次長期滞在ではフョードル・ユールチキンのバックアップを務めた。
初飛行となった2009年5月の飛行では、ソユーズTMA-15の船長としてISSへ向かい、第20次長期滞在、第21次長期滞在に参加した。彼は、セルゲイ・ヴォルコフ、リチャード・ギャリオットに続いて3組目の親子で宇宙に行った人物となった。
2012年12月にはソユーズTMA-07Mで2回目の飛行を行い、第34次長期滞在、第35次長期滞在に参加した。
2014年ソチオリンピックの開会式でロシア国旗を掲げた5人の宇宙飛行士（セルゲイ・クリカレフ、ロマネンコ、スベトラーナ・サビツカヤ、フョードル・ユールチキン、エレナ・セロヴァ）の1人に選ばれた。